# Urszula Świderska-Kiełczewska
Urszula Świderska-Kiełczewska lub Urszula Świderska (ur. 1942, zm. 4 lutego 2020) – polska lekkoatletka.

## Życiorys
Była zawodniczą klubu Lotnik Warszawa. W 1961 zdobyła trzy tytuły mistrzyni Polski juniorek w konkurencjach indywidualnych: w biegach na 100 m i 200 m oraz na dystansie 80 m przez płotki. W 1963 podczas mistrzostw Polski seniorów uplasowała się na 6 pozycji w biegu na 100 m oraz na 200 m, a także 5 w sztafecie 4x100 m. W 1966 wraz z drużyną Lotnika Warszawa ustanowiła klubowy rekord Polski w biegu rozstawnym 4x100 m (47.4). Była członkinią polskiej kadry narodowej w lekkiej atletyce.
Jej mężem był tyczkarz i płotkarz Andrzej Kiełczewski.
Zmarła 4 lutego 2020. Swoje ciało przekazała aktem donacji Śląskiemu Uniwersytetowi Medycznemu w Katowicach.